# Marjajärvi (Pajala socken, Norrbotten, 748620-181077)
Marjajärvi är en sjö i Pajala kommun i Norrbotten och ingår i Torneälvens huvudavrinningsområde. Sjön har en area på 0,0832 kvadratkilometer och ligger 171 meter över havet.

## Delavrinningsområde
Marjajärvi ingår i det delavrinningsområde (748574-181147) som SMHI kallar för Ovan Pellijoki. Medelhöjden är 208 meter över havet och ytan är 50,8 kvadratkilometer. Det finns ett avrinningsområde uppströms, och räknas det in blir den ackumulerade arean 100,81 kvadratkilometer. Käymäjoki som avvattnar avrinningsområdet har biflödesordning 2, vilket innebär att vattnet flödar genom totalt 2 vattendrag innan det når havet efter 221 kilometer. Avrinningsområdet består mestadels av skog (49 procent) och sankmarker (48 procent). Avrinningsområdet har 0,08 kvadratkilometer vattenytor vilket ger det en sjöprocent på 0,2 procent.